# アンバー・リー・エッティンガー
アンバー・リー・エッティンガーまたはアンバー・リー（Amber Lee Ettinger または Amber Lee, 1982年10月2日 - ）は、米国ペンシルベニア州ルザーン郡出身のファッションデザイナーを志すファッションモデル、女優である。第44代アメリカ合衆国大統領であるバラク・オバマが、大統領選挙に立候補した際、オバマを応援するプロモーションビデオ『オバマに夢中』 (I Got a Crush ... on Obama) にオバマガールと名乗り、別の歌手の歌にリップシンクしながら踊る映像がインターネット上の動画共有サービスYouTubeで注目を浴びて著名となる。なお、このビデオ製作にオバマ陣営は関与していない。

## 概要
公式サイト（AmberLeeOnline.com）における本人の自己申告によれば、アメリカ陸軍所属の軍人を父として、ペンシルベニア州ルザーン郡ヘイズルトンで1982年10月2日に生まれた。父親の転勤により、たびたび転校を余儀なくされていたが、高校卒業後ニューヨーク州立ファッション工科大学に進学するためニューヨークに単身で転居。同大学でファッションモデルや演技などに開眼したといい、幼い頃からジャズダンスやタップダンス、バレエなどに親しみ、長じて体操やチアリーディングなどの経験により演技能力を培ったと述懐した。
Zero Gossip（dot com）のインタビュー記事（2007年9月30日掲載）によれば、母親はファッションに関する多くの本を著したデザイナーのローズアン・エッティンガー（Roseann Ettinger）で、父の転勤により何度も転居を重ねたと語り、また進学は服飾などファッション関係やベンチャービジネスを志したからで、水着のモデルや商業誌のモデル、音楽ビデオ、広告のモデル、テレビ番組のスタッフの経験があったとも語っている。
コスミック・トリビューンの同年11月のインタビューにおいて、アンバー・リーはモデルを志望したのではなくファッションデザインを学ぶ目的でファッション工科大学に入学したが、結果的にファッションモデルへの道が開いたと語っている。
第21回ミス・ハワイアン・トロピック・ページェント（2003年）で、The 511 Tactical's Award を受賞した経歴や、本人の公式サイトが挙げる掲載誌紹介によれば、雑誌en:FHM2004年10月号、en:Maxim (magazine)2005年8月号、PLAYBOYの2007年10月号など男性向け雑誌にモデルとして登場した経歴がある。
グラフトビアンメイクアップという、エアブラシや光沢性液体ラテックスを扱うファンタジー化粧会社が、『オバマに夢中』公表後の2007年10月にオバマガールを自称する以前は同社のモデルであったと名乗りを上げたが、本人の公式サイトに同社の記載はない。
なお、インタビューなどでは自分の名前を「アンバー・リー（エィンバー・リー）」と自己紹介し、通常はエッティンガーと名乗らず、一方、オバマガールを名乗った例がある。ニュース・キャスターらがフルネームで呼ぶ場合は多い。

### 『オバマに夢中』
マーケティングおよび広告業を営む32歳（当時）の実業家ベン・レリス(Ben Relles)の着想でプロモーションビデオのプロジェクトがはじまったのは2007年6月。レリスは、ほとんど無名のモデルだったアンバー・リーのウェブサイトを見つけ出して呼びかけ、自分のアイデアを伝えてモデルに起用、テンプル大学在学中の21歳の学生リア・カウフマン（en:Leah Kauffman）が作曲・歌唱したen:I Got a Crush... on Obama（『オバマに夢中』）をバックにアンバー・リーが口パクで歌いながら踊るビデオを製作、次いで政治風刺サイト BarelyPolitical.com を立ち上げ、同サイトのコンテンツとして採用し、同時に動画投稿サイト、YouTubeのアカウント BarelyPolitical を取得したうえで、オバマガールの名を冠した同作品を投稿したのは2007年6月13日のことであった。
投稿後五時間で視聴数が1000回を超え、翌日には投稿されたビデオが人気を集めていることを数多くのメディアが取り上げ、製作者のベン・レリス、演技をするアンバー・リー、作曲者のリア・カウフマンについてなどと250以上のテレビ局がニュースで報じた。その後、さらに新聞や雑誌も盛んに取り上げることによって、人気を加速する結果となった。
内容は、リア・カウフマンの歌う米国ポップ・ミュージックをバックに部屋の中や街角で、「わたしはオバマにもう夢中。2008年まで待てない。ヒラリーとの討論会で熱弁を振るったあなたは素敵」と歌いながら踊り、アフリカ系初の大統領をめざす民主党のオバマ上院議員への、いわば賛歌となっているが、オバマ支持を公言するレリスはもとより、アンバー・リーがオバマの大統領選挙陣営に属しているわけでもなく、また面識もない。オバマ議員とアンバー・リーが会っているように見える映像は画像の合成で作られている。
YouTubeだけで同年7月には250万回、12月には400万回の視聴数を獲得し、2008年1月には500万回を突破している。なお、YouTube を埋め込む形式を用いず自社サイトに動画を掲載する報道機関や他の動画サイトにも存在するため、実際の視聴数はそれを上回る。
この成功に対し、オバマ陣営はプロモーション・ビデオ製作について関与を否定しながら、「インターネットによる豊かな想像力の一例だ」と好感を表明し作品を評価している。
本作品に対し、ヒラリー・クリントン大統領候補を応援する作品として、女優で歌手のテアリン・サザン（en:Taryn Southern）が2007年7月に Hott 4 Hill feat. Taryn Southern というビデオを発表している。

### 後続の作品
人気の高まりを受け、レリスはオバマガールのシリーズ連作として、同年7月に『討論 '08: オバマガール対ジュリアーニガール』、9月に『兵隊さんが好き』、12月に『ブッシュ大統領への歌「あんたはレームダック」』を次々と発表。
そして2008年1月にはボクサーに扮し、シルヴェスター・スタローン主演の映画『ロッキー』のテーマ曲に合わせてヒラリー選対本部を焦らす様子を描いた『オバマガールがアイオワ州のため復帰（なぜオバマが勝ったのか）』を発表している。その他にもメイキングビデオやダース・ベイダーの弟チャド・ベイダーとの対話編なども発表している。（参照: アンバー・リー・エッティンガー#YouTubeに公表された主な動画）

### YouTubeに公表された主な動画
- I Got a Crush...On Obama" By Obama Girl - YouTube（シリーズ第一作動画『オバマに夢中』。投稿日: 2007年6月13日）
- Debate '08: Obama Girl vs Giuliani Girl - YouTube（第二作動画『討論 '08: オバマガール対ジュリアーニガール』。投稿日: 2007年7月16日）
- "I Like a Boy" featuring Leah, Mims, Obama Girl... - YouTube（第三作動画『兵隊さんが好き』。2007年9月18日）
- Obama Girl meets Chad Vader - YouTube（動画『オバマガール、チャド・ベイダーと語る』。2007年11月28日）
- Obama Girl: Dancing With Obama - YouTube（動画『オバマガール: オバマと踊る』。2007年11月28日）
- Obama Girls Sing to George Bush: "You're So Lame" - YouTube（第四作動画『ブッシュ大統領への歌「あんたはレームダック」』。2007年12月20日）
- Obama Girl Returns for Iowa! (Why Obama Won) - YouTube（第五作動画『オバマガールがアイオワ州のため復帰（なぜオバマが勝ったのか）』。2008年1月2日）
- Obama Girl at the New Hampshire Primary - YouTube（『ニューハンプシャー予備選のオバマガール』、オバマガールによるインタビューや風景。出演者: MySpace の Lee Brenner、YouTube ニュース・政治担当の Steve Grove、政治風刺家の Will Durst 、ヒラリー陣営の Terry McAuliffe、The Politico政治ジャーナリストの James Kotecki、MSNBCスタジオ風景、Newsweekからの取材風景、日本テレビからの取材風景、ブラジル放送網からの取材風景、フォックス放送からの取材風景、XM Satellite Radioからの取材風景、デニス・クシニッチ選対本部に対するインタビュー、23/6の Sam Cedar との相互インタビュー、その他の人々。投稿日: 2008年1月13日）
- Best of Obama Girl：Super Obama Girl! – YouTube（投稿日：2010年11月23日）

### その他
- I got a crush on obama (Lyric)（英語）
- MediaSabor.jp: 「NO STYLE広告論　米大統領選挙にも影響しそうなオバマ・ガール現象を読む」（2007年10月7日。執筆: 『広告批評』編集部　河尻亨一）
- AFPBB News:
  - <08米大統領選挙>失言暴露から映像悪用まで、過熱する選挙戦（2007年6月18日）
  - ショーン・ジョン、08年春夏アンダーウェア＆ラウンジウェアを発表（2007年8月29日）
  - ラッパー、ファボラスのバースデー・パーティーに著名人出席（2007年11月22日）
  - ダニティ・ケイン、新作リリースパーティー開催（2008年3月20日）
- asahi.com: 「オバマ・ガール」、動画サイトで女王　米大統領選（2007年12月08日00時21分）
- Wired News
  - 'Obama Girl' Celebrates One-Year Anniversary （2008年6月13日）
  - Q&A: Amber Lee Ettinger (a.k.a. Obama Girl) （2008年8月22日）

### 公式サイト
- AmberLeeOnline.com - ObamaGirl (TypePad.com) - ObamaGirl.com
- AmberLeeEttinger - Myspace
- ObamaGirl - Myspace